# Zeitgeist
|  | Pels documentals dirigits i produïts per Peter Joseph, vegeu Zeitgeist (pel·lícula) |

Zeitgeist és una expressió en alemany (Zeit significa «temps» i Geist «esperit») que es refereix a l'«esperit del temps» o «esperit de l'època». La paraula Zeitgeist s'usa per descriure la situació cultural, intel·lectual, ètica, espiritual o política general dins una nació o grups més específics, així com la direcció moral i sociocultural d'una era.